# Bella & Bronco
Bella & Bronco è una serie a fumetti creata da Gino D'Antonio nel 1984 per la casa editrice Daim Press nella quale compare per la prima volta una figura femminile come protagonista di una serie. Il formato è più grande e con meno pagine rispetto al classico formato bonellide.

## Storia editoriale
La serie esordì nel luglio 1984 pubblicata mensilmente per 16 numeri per chiudere definitivamente nell'ottobre 1985 per lo scarso riscontro di pubblico. Diversamente dal solito formato bonellide la serie ha un formato più grande (21x26 cm) con un minore numero di pagine (64) contro le allora abituali 96 e un prezzo maggiore (1.100 lire) contro le 800 usuali delle altre collane. Le storie pur essendo auto-conclusive sono collegate da una continuity con sotto-trame che iniziano in un numero e terminano qualche numero dopo. I disegni sono di Giovanni Freghieri, A. Chiarolla, Cassaro e Renato Polese e dello stesso Gino D’Antonio autore anche delle copertine.
Nel 2006 la serie è stata ristampata nella collana Storia del West della If Edizioni (n°39-43, Storia del West presenta Bella & Bronco).

## Volumi pubblicati
Tutti gli albi sono stati scritti (soggetto e sceneggiatura) da Gino D'Antonio che ha disegnato anche tutte le copertine e il primo numero.
| Nr. | Titolo               | Data pubblicazione | Disegni                   |
| --- | -------------------- | ------------------ | ------------------------- |
| 1   | I lestofanti         | luglio 1984        | Gino D'Antonio            |
| 2   | Caccia al ladro      | agosto 1984        | Renato Polese             |
| 3   | Acque del Sud        | settembre 1984     | Alessandro Chiarolla      |
| 4   | Terra selvaggia      | ottobre 1984       | Renato Polese             |
| 5   | Squilli di battaglia | novembre 1984      | Renato Polese             |
| 6   | Sabbie ardenti       | dicembre 1984      | Renato Polese             |
| 7   | La scarrozzata       | gennaio 1985       | Alessandro Chiarolla      |
| 8   | Facce false          | febbraio 1985      | Renato Polese             |
| 9   | Panama               | marzo 1985         | Renato Polese             |
| 10  | Pericolo giallo      | aprile 1985        | Gaspare e Gaetano Cassaro |
| 11  | L'uomo della Sierra  | maggio 1985        | Giovanni Freghieri        |
| 12  | Tradimenti           | giugno 1985        | Renato Polese             |
| 13  | Passo di corsa       | luglio 1985        | Renato Polese             |
| 14  | Sinfonia mortale     | agosto 1985        | Alessandro Chiarolla      |
| 15  | Pista rossa          | settembre 1985     | Giovanni Freghieri        |
| 16  | Mesilla              | ottobre 1985       | Renato Polese             |

## Trama
Nella serie vengono narrate le avventure di Bella Madigan, proprietaria di un saloon e donna emancipata e disinvolta, e di Bronco, un pellerossa che contrariamente agli stereotipi tipici del genere western si presenta come persona istruita ed erudita durante la guerra di secessione riprendendo tutti i temi tipici del genere western con vari personaggi minori che interagiscono con i protagonisti. Inizialmente le storie connesse con le vicende della guerra per poi allontanarsene con vicende anche classiche ma descritte con una sottile ironia con il quale si sdrammatizzano determinati eventi.

## Comprimari
Nella serie compaiono un numero di personaggi di contorno estremamente caratterizzati:
- Hasselmann: Agente della Pinkerton estremamente compito e dotto collabora più volte con la coppia protagonista della serie arrivando ad assumerli per conto dell'agenzia investigativa.

- padre Pierre: salesiano che accultura Bronco che non esita a usare le mani quando serve.

- Popoff: inventore discendente di una famiglia di inventori a cui Leonardo da Vinci e James Watt hanno rubato idee e progetti.

- Raffelson: Capitano dell'esercito nordista ricercato per una accusato ingiustamente di tradimento.

- Raquel: Capitano di un sommergibile contrabbandiere di armi e altro.

- Hooligan: Ufficiale nordista che ha inguaiato il capitano Raffelson.

- Ming: Capo della setta della lanterna rossa è in perenne conflitto con Chang, capo della setta del granchio nero, ovvero le due sette che fanno il bello ed il cattivo tempo nella Chinatown di S.Francisco.

- Pitagora: Uomo di colore che cerca rifugio in Bella e Bronco per sfuggire ai cittadini di S.Francisco che vogliono impiccarlo per omicidio. Sfruttando il colore della sua pelle riesce a fare credere ai nostri di essere perseguitato ma in verità è proprio un assassino.
- Cap. Mattanza: un marinaio siculo, abbindolato da Pitagora sul quale si vendicherà sanguinosamente, aiutando al contempo il duo. Il personaggio è chiaramente un omaggio ironico e affettuoso al Corto Maltese di Pratt.
- Prince: Ufficiale dell'esercito confederato che ha rubato dei lingotti d'oro ai nordisti per finanziare la guerra dei sudisti.